# مارغو ديفيس
مارغو ديفيس (بالإنجليزية: Margo Davis)‏ هي مصورة أمريكية، ولدت في 1944 في نيويورك في الولايات المتحدة.